# Cruise control

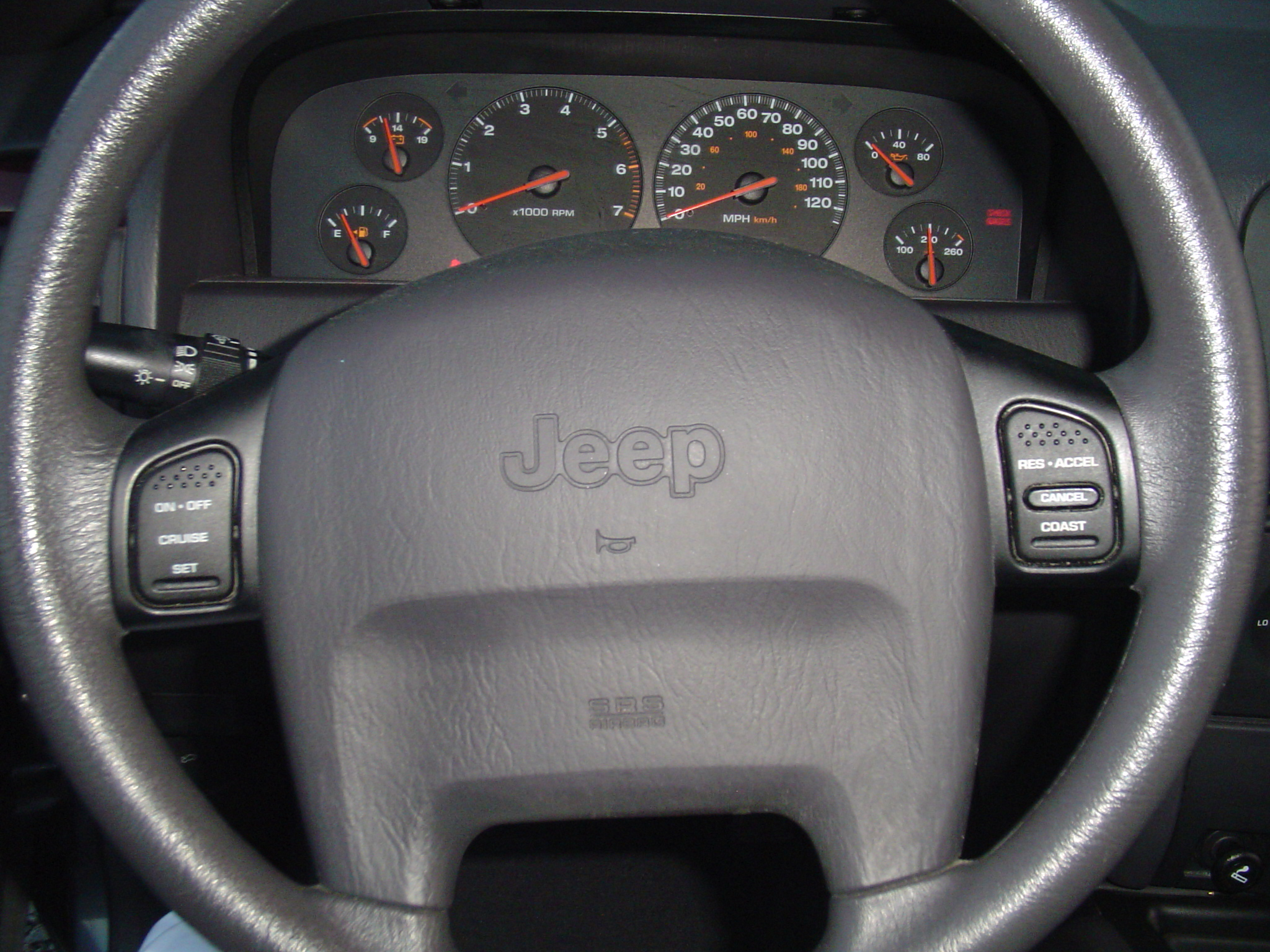
Il comando del cruise control sul volante di una Jeep Grand Cherokee del 2000

Il cruise control (lett. controllo di crociera ma reso in italiano con "controllo di velocità"), noto anche come tempomat, è un sistema elettronico che permette la regolazione automatica dell'andatura ovvero della velocità di un'autovettura o di un altro veicolo.

## Descrizione e funzionamento

Spia del cruise control

Il guidatore seleziona la velocità desiderata, ed essa viene mantenuta, compatibilmente con le condizioni di assetto della vettura stessa.
Esistono due tipi di cruise control:
- cruise control;
- cruise control adattivo (in italiano traducibile come controllo della velocità di crociera adattivo), noto anche con l'acronimo ACC (dall'inglese Adaptive Cruise Control).

Il primo mantiene solamente la velocità impostata dal guidatore. Il guidatore può scegliere di aumentare o diminuire la velocità impostata azionando due pulsanti. Inoltre il guidatore può, ad esempio se decide di sorpassare un'altra vettura, premere il pedale dell'acceleratore e aumentare la velocità che tornerà a quella impostata in precedenza solo quando si smetterà di accelerare.

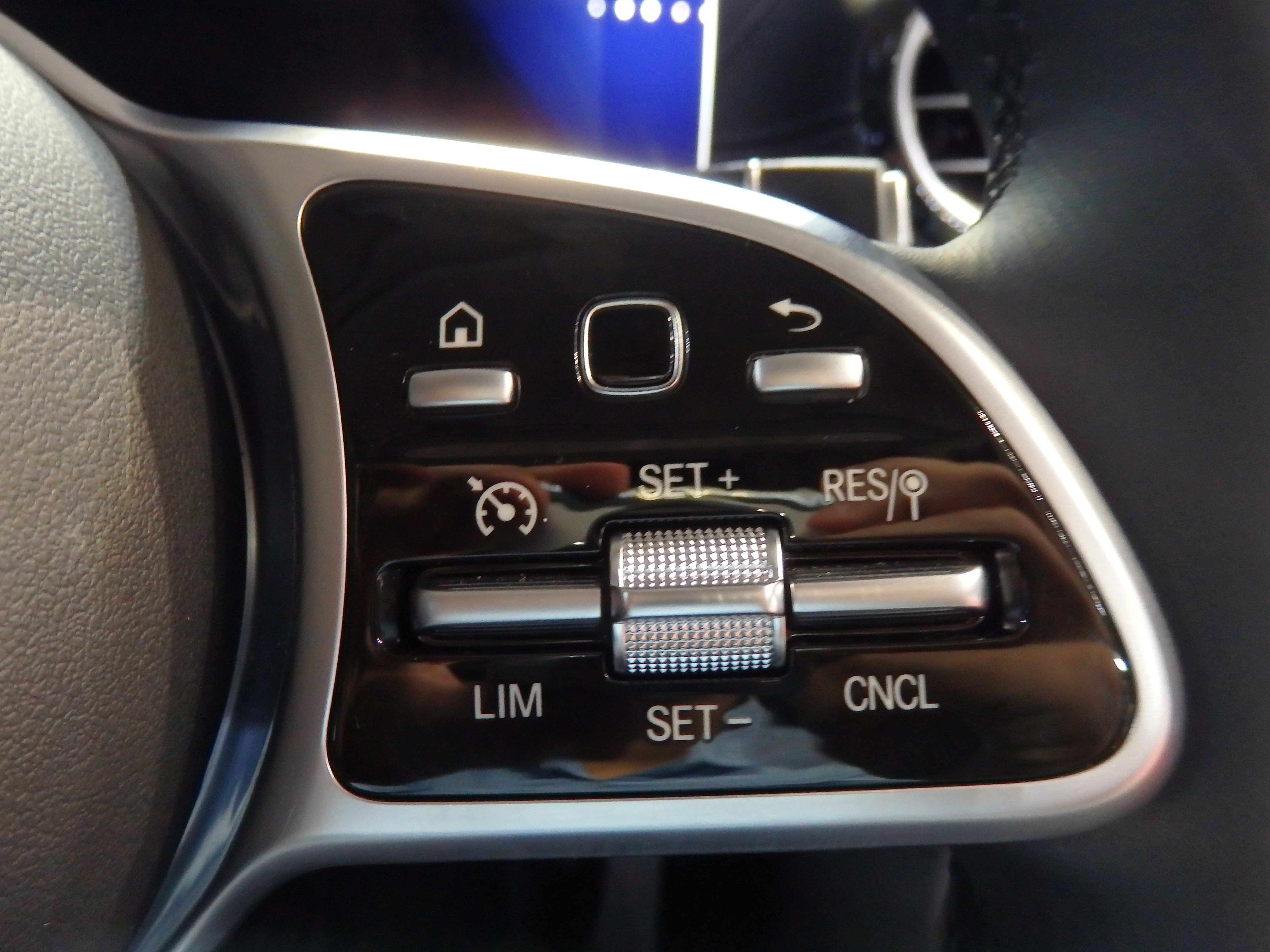
Cruise control di una vettura del 2019

Il secondo inoltre può diminuire la velocità impostata in caso in cui degli ostacoli si trovino di fronte alla vettura. Il guidatore può impostare la distanza (che varia automaticamente al variare della velocità) da mantenere dalle vetture che lo precedono entro un certo margine di sicurezza. Questo sistema prevede la presenza di un radar che, di solito, è montato anteriormente al veicolo; con il monitoraggio della distanza di sicurezza (Forward Alert) che avvisa il guidatore se si sta avvicinando troppo al veicolo che lo precede. In alcuni modelli di automobile, il sistema arriva a frenare da solo, tramite il sistema di frenata automatica con assistenza pre-collisione e riconoscimento dei pedoni.
Caratteristica comune dei due sistemi è la disattivazione in caso di pressione del freno, della frizione, del freno a mano, dell'attivazione di un sistema di sicurezza (VDC, ASR ecc.) o di guasti ai circuiti elettrici.